# Baumgarten (Halsbach)
Baumgarten (mundartl.: Baugoachtn) ist ein Ortsteil der Gemeinde Halsbach im oberbayerischen Landkreis Altötting. 

## Lage
Die Einöde Baumgarten liegt etwa drei Kilometer südwestlich von Halsbach.

## Geschichte
Der Name des Ortes bezeichnet ein Gehöft in einem Baumgarten. Der Ort gehörte von der Gemeindegründung im Jahre 1818 an zur Gemeinde Oberzeitlarn und kam mit deren Auflösung am 1. Januar 1964 zur Gemeinde Halsbach. 
Im Ort befindet sich ein denkmalgeschütztes Bauernhaus aus der Mitte des 19. Jahrhunderts.